# American Song Contest
American Song Contest (en español Concurso de la canción estadounidense) fue un concurso televisivo estadounidense creado en 2022, basado en el Festival de la Canción de Eurovisión de la Unión Europea de Radiodifusión. Los 50 estados de EE. UU., 5 territorios y Washington D.C. compitieron por el título de Mejor Canción Original . La primera edición fue emitida por la NBC entre el 21 de marzo y el 9 de mayo de 2022. El concurso fue presentado por Snoop Dogg y Kelly Clarkson.

## Desarrollo
El formato del evento transcurrió a través de varias series de competencias clasificatorias, hasta llegar a las semifinales y a la gran final, en horario estelar. Todos los participantes fueron mayores de 16 años y no se permitieron bandas tributo.

## Participantes
| Estado o territorio       | Intérprete(s)         | Canción                         | Idioma                                         | Resultado        |
| ------------------------- | --------------------- | ------------------------------- | ---------------------------------------------- | ---------------- |
| Alabama                   | Ni/Co                 | "The Difference"                | Inglés                                         | Finalista        |
| Alaska                    | Jewel                 | "The Story"                     | Inglés                                         | Eliminada        |
| Arizona                   | Las Marías            | "La Finikera"                   | Español                                        | Eliminadas       |
| Arkansas                  | Kelsey Lamb           | "Never like this"               | Inglés                                         | Eliminada        |
| California                | Sweet Taboo           | "Keys to the Kingdom"           | Inglés, Español                                | Eliminadas       |
| Carolina del Norte        | John Morgan           | "Right in the Middle"           | Inglés                                         | Eliminado        |
| Carolina del Sur          | Jesse LeProtti        | "Not Alone"                     | Inglés                                         | Eliminado        |
| Colorado                  | Riker Lynch           | "Feel the Love"                 | Inglés                                         | Finalista        |
| Connecticut               | Michael Bolton        | "Beautiful World"               | Inglés                                         | Finalista        |
| Dakota del Norte          | Chloe Fredericks      | "Can't Make You Love Me"        | Inglés                                         | Finalista        |
| Dakota del Sur            | Judd Hoos             | "Bad Girl"                      | Inglés                                         | Eliminados       |
| Delaware                  | Nitro Nitra           | "Train"                         | Inglés                                         | Eliminado        |
| Florida                   | Ale Zabala            | "Flirt"                         | Inglés, Español                                | Eliminada        |
| Georgia                   | Stela Cole            | "DIY"                           | Inglés                                         | Eliminada        |
| Guam                      | Jason J.              | "Midnight"                      | Inglés                                         | Eliminado        |
| Hawái                     | Bronson Varde         | "4 You"                         | Inglés                                         | Eliminado        |
| Idaho                     | Andrew Sheppard       | "Steady Machine"                | Inglés                                         | Eliminado        |
| Illinois                  | Justin Jesso          | "Lifeline"                      | Inglés                                         | Eliminado        |
| Indiana                   | UG skywalkin          | "Love for my city"              | Inglés                                         | Eliminado        |
| Iowa                      | Alisabeth Von Presley | "Wonder"                        | Inglés                                         | Eliminada        |
| Islas Marianas del Norte  | Sabyu                 | "Sunsets and Seaturtles"        | Inglés, Chamorro                               | Eliminado        |
| Islas Vírgenes Americanas | Cruz Rock             | "Celebrando"                    | Inglés, Español, Criollo de las Islas Vírgenes | Eliminado        |
| Kansas                    | Broderick Jones       | "Tell Me"                       | Inglés                                         | Eliminado        |
| Kentucky                  | Jordan Smith          | "Sparrow"                       | Inglés                                         | Finalista        |
| Luisiana                  | Brittany Pfantz       | "Now You Do"                    | Inglés                                         | Eliminada        |
| Maine                     | King Kyote            | "Get Out Alive"                 | Inglés                                         | Eliminado        |
| Maryland                  | Sisqó                 | "It's Up"                       | Inglés                                         | Eliminado        |
| Massachusetts             | Jared Lee             | "Shameless"                     | Inglés                                         | Eliminado        |
| Míchigan                  | Ada LeAnn             | "Natalie."                      | Inglés                                         | Eliminada        |
| Minnesota                 | Yam Haus              | "Ready to go"                   | Inglés                                         | Eliminados       |
| Misisippi                 | Keyone Starr          | "Fire"                          | Inglés                                         | Eliminada        |
| Misuri                    | HALIE                 | "Better Things"                 | Inglés                                         | Eliminada        |
| Montana                   | Jonah Prill           | "Fire It Up"                    | Inglés                                         | Eliminado        |
| Nebraska                  | Jocelyn               | "Never Alone"                   | Inglés                                         | Eliminada        |
| Nevada                    | The Crystal Method    | "Watch Me Now"                  | Inglés                                         | Eliminados       |
| Nueva Jersey              | Brooke Alexx          | "I Don’t Take Pictures Anymore" | Inglés                                         | Eliminada        |
| Nueva York                | ENISA                 | "Green Light"                   | Inglés                                         | Eliminada        |
| Nuevo Hampshire           | MARi                  | "Fly"                           | Inglés                                         | Eliminada        |
| Nuevo México              | Khalisol              | "Drop"                          | Inglés                                         | Eliminado        |
| Ohio                      | Macy Gray             | "Every Night"                   | Inglés                                         | Eliminada        |
| Oklahoma                  | AleXa                 | "Wonderland"                    | Inglés, Coreano                                | Ganadora         |
| Oregón                    | courtship.            | "Million Dollar Smoothies"      | Inglés                                         | Eliminado        |
| Pensilvania               | Bri Steves            | "Plenty Love"                   | Inglés                                         | Eliminado        |
| Puerto Rico               | Christian Pagán       | "Loko"                          | Inglés, Español                                | Eliminado        |
| Rhode Island              | Hueston               | "Held on too long"              | Inglés                                         | Eliminado        |
| Samoa Americana           | Tenelle               | "Full Circle"                   | Inglés                                         | Finalista        |
| Tennessee                 | Tyler Braden          | "Seventeen"                     | Inglés                                         | Finalista (Jur.) |
| Texas                     | Grant Knoche          | "Mr. Independent"               | Inglés                                         | Finalista        |
| Utah                      | Savannah Keyes        | "Sad Girl"                      | Inglés                                         | Eliminada        |
| Vermont                   | Josh Panda            | "Rollercoaster"                 | Inglés                                         | Eliminado        |
| Virginia                  | Almira Zaky           | "Over You"                      | Inglés                                         | Eliminada        |
| Virginia Occidental       | Alexis Cunningham     | "Working on a Miracle"          | Inglés                                         | Eliminada        |
| Washington                | Allen Stone           | "A Little Bit of Both"          | Inglés                                         | Finalista (Jur.) |
| Washington, D.C.          | NËITHER               | "I Like It"                     | Inglés                                         | Eliminado        |
| Wisconsin                 | Jake’O                | "Feel your love"                | Inglés                                         | Eliminado        |
| Wyoming                   | Ryan Charles          | "New Boot Goofin"               | Inglés                                         | Eliminado        |

## Rondas Clasificatorias

### 1ª Ronda Clasificatoria
La primera ronda de clasificación se celebró el lunes 21 de marzo.
| N.º | Estado / Territorio | Artista                | Canción            | Idioma(s)       | Jurado |
| --- | ------------------- | ---------------------- | ------------------ | --------------- | ------ |
| 1   | Minnesota           | Yam Haus               | "Ready to Go"      | Inglés          | 7      |
| 2   | Oklahoma            | AleXa                  | "Wonderland"       | Inglés, Coreano | 2      |
| 3   | Arkansas            | Kelsey Lamb            | "Never Like This"  | Inglés          | 3      |
| 4   | Indiana             | UG skywalkin ft. Maxie | "Love in My City"  | Inglés          | 11     |
| 5   | Puerto Rico         | Christian Pagán        | "Loko"             | Inglés, Español | 4      |
| 6   | Connecticut         | Michael Bolton         | "Beautiful World"  | Inglés          | 5      |
| 7   | Iowa                | Alisabeth Von Presley  | "Wonder"           | Inglés          | 8      |
| 8   | Wisconsin           | Jake'O                 | "Feel Your Love"   | Inglés          | 9      |
| 9   | Misisipi            | Keyone Starr           | "Fire"             | Inglés          | 6      |
| 10  | Wyoming             | Ryan Charles           | "New Boot Goofin'" | Inglés          | 10     |
| 11  | Rhode Island        | Hueston                | "Held On Too Long" | Inglés          | 1      |

     Semifinalista del Jurado
     Semifinalista del Jurado y Público
     Repesca

### 2ª Ronda Clasificatoria
La segunda ronda de clasificación se celebró el lunes 28 de marzo.
| N.º | Estado / Territorio          | Artista          | Canción                    | Idioma(s)       | Jurado |
| --- | ---------------------------- | ---------------- | -------------------------- | --------------- | ------ |
| 1   | Oregón                       | courtship.       | "Million Dollar Smoothies" | Inglés          | 11     |
| 2   | Montana                      | Jonah Prill      | "Fire It Up"               | Inglés          | 3      |
| 3   | Nueva York                   | ENISA            | "Green Light"              | Inglés          | 9      |
| 4   | Nebraska                     | Jocelyn          | "Never Alone"              | Inglés          | 7      |
| 5   | Islas Vírgenes de los EE.UU. | Cruz Rock        | "Celebrando"               | Inglés, Español | 10     |
| 6   | Kentucky                     | Jordan Smith     | "Sparrow"                  | Inglés          | 1      |
| 7   | Dakota del Norte             | Chloe Fredericks | "Can't make you love me"   | Inglés          | 5      |
| 8   | Kansas                       | Broderick Jones  | "Tell Me"                  | Inglés          | 2      |
| 9   | Virginia                     | Almira Zaky      | "Over You"                 | Inglés          | 8      |
| 10  | Maine                        | King Kyote       | "Get Out Alive"            | Inglés          | 4      |
| 11  | Ohio                         | Macy Gray        | "Every Night"              | Inglés          | 6      |

     Semifinalista del Jurado
     Semifinalista del Jurado y Público
     Repesca

### 3ª Ronda Clasificatoria
La tercera ronda de clasificación se celebró el lunes 4 de abril.
| N.º | Estado / Territorio      | Artista         | Canción                         | Idioma(s)       | Jurado |
| --- | ------------------------ | --------------- | ------------------------------- | --------------- | ------ |
| 1   | Texas                    | Grant Knoche    | "Mr. Independent"               | Inglés          | 4      |
| 2   | Luisiana                 | Brittany Pfantz | "Now You Do"                    | Inglés          | 8      |
| 3   | Tennessee                | Tyler Braden    | "Seventeen"                     | Inglés          | 1      |
| 4   | Nueva Jersey             | Brooke Alexx    | "I Don't Take Pictures Anymore" | Inglés          | 5      |
| 5   | Alabama                  | Ni/Co           | "The Difference"                | Inglés          | 3      |
| 6   | Florida                  | Ale Zabala      | "Flirt"                         | Inglés, Español | 2      |
| 7   | Alaska                   | Jewel           | "The Story"                     | Inglés          | 9      |
| 8   | Carolina del Sur         | Jesse LeProtti  | "Not Alone"                     | Inglés          | 12     |
| 9   | Dakota del Sur           | Judd Hoos       | "Bad Girl"                      | Inglés          | 11     |
| 10  | Delaware                 | Nitro Nitra     | "Train"                         | Inglés          | 7      |
| 11  | Islas Marianas del Norte | Sabyu           | "Sunsets and Seaturtles"        | Inglés          | 10     |
| 12  | Colorado                 | Riker Lynch     | "Feel the Love"                 | Inglés          | 6      |

     Semifinalista del Jurado
     Semifinalista del Jurado y Público

### 4ª Ronda Clasificatoria
La cuarta ronda de clasificación se celebró el lunes 11 de abril.
| N.º | Estado / Territorio | Artista            | Canción                | Idioma(s)       | Jurado |
| --- | ------------------- | ------------------ | ---------------------- | --------------- | ------ |
| 1   | Nuevo Hampshire     | MARi               | "Fly"                  | Inglés          | 8      |
| 2   | Nevada              | The Crystal Method | "Watch Me Now"         | Inglés          | 3      |
| 3   | Utah                | Savannah Keyes     | "Sad Girl"             | Inglés          | 7      |
| 4   | Washington D. C.    | NËITHER            | "I Like It"            | Inglés          | 11     |
| 5   | Massachusetts       | Jared Lee          | "Shameless"            | Inglés          | 2      |
| 6   | Georgia             | Stela Cole         | "DIY"                  | Inglés          | 6      |
| 7   | Hawái               | Bronson Varde      | "4 You"                | Inglés          | 9      |
| 8   | Virginia Occidental | Alexis Cunningham  | "Working on a Miracle" | Inglés          | 5      |
| 9   | Arizona             | Las Marías         | "De La Finikera"       | Inglés, Español | 10     |
| 10  | Pensilvania         | Bri Steves         | "Plenty Love"          | Inglés          | 4      |
| 11  | Washington          | Allen Stone        | "A Bit of Both"        | Inglés          | 1      |

     Semifinalista del Jurado
     Semifinalista del Jurado y Público

### 5ª Ronda Clasificatoria
La quinta ronda de clasificación se celebró el lunes 18 de abril.
| N.º | Estado / Territorio | Artista         | Canción               | Idioma(s)       | Jurado |
| --- | ------------------- | --------------- | --------------------- | --------------- | ------ |
| 1   | Illinois            | Justin Jesso    | "Lifeline"            | Inglés          | 5      |
| 2   | California          | Sweet Taboo     | "Keys to the Kingdom" | Inglés, Español | 2      |
| 3   | Idaho               | Andrew Sheppard | "Steady Machine"      | Inglés          | 6      |
| 4   | Nuevo México        | Khalisol        | "Drop"                | Inglés          | 7      |
| 5   | Misuri              | HALIE           | "Better Things"       | Inglés          | 10     |
| 6   | Samoa Americana     | Tenelle         | "Full Circle"         | Inglés          | 4      |
| 7   | Carolina del Norte  | John Morgan     | "Right in the Middle" | Inglés          | 3      |
| 8   | Vermont             | Josh Panda      | "Rollercoaster"       | Inglés          | 8      |
| 9   | Guam                | Jason J.        | "Midnight"            | Inglés          | 11     |
| 10  | Míchigan            | Ada LeAnn       | "Natalie"             | Inglés          | 1      |
| 11  | Maryland            | Sisqó           | "It's Up"             | Inglés          | 9      |

     Semifinalista del Jurado
     Semifinalista del Jurado y Público

## Semifinales
Los dos mejores resultados de los no clasificados con los mayores flujos en las redes sociales los califican para competir en las semifinales. Los últimos veintidós semifinalistas se dividirán para competir en dos series el 25 de abril y el 2 de mayo respectivamente.                                                                                                                                                           
El 19 de abril, la NBC confimró los primeros 11 semifinalistas que competirían en la primera semifinal. 

### 1ª Semifinal
La primera semifinal se celebró el 25 de abril.
| N.º | Estado / Territorio | Artista      | Canción            | Idioma(s)       | Jurado |
| --- | ------------------- | ------------ | ------------------ | --------------- | ------ |
| 1   | Kentucky            | Jordan Smith | "Sparrow"          | Inglés          | 2      |
| 2   | Colorado            | Riker Lynch  | "Feel the Love"    | Inglés          | 11     |
| 3   | Nuevo Hampshire     | MARi         | "Fly"              | Inglés          | 9      |
| 4   | Washington          | Allen Stone  | "A Bit of Both"    | Inglés          | 1      |
| 5   | Alabama             | Ni/Co        | "The Difference"   | Inglés          | 6      |
| 6   | Wyoming             | Ryan Charles | "New Boot Goofin"  | Inglés          | 10     |
| 7   | Rhode Island        | Hueston      | "Held On Too Long" | Inglés          | 3      |
| 8   | Montana             | Jonah Prill  | "Fire It Up"       | Inglés          | 7      |
| 9   | Míchigan            | Ada LeAnn    | "Natalie"          | Inglés          | 4      |
| 10  | Massachusetts       | Jared Lee    | "Shameless"        | Inglés          | 8      |
| 11  | Oklahoma            | AleXa        | "Wonderland"       | Inglés, Coreano | 5      |

     Finalista del Jurado
     Finalista del Público

### 2ª Semifinal
La segunda semifinal se celebró el 2 de mayo.
| N.º | Estado / Territorio | Artista          | Canción                  | Idioma(s)       | Jurado |
| --- | ------------------- | ---------------- | ------------------------ | --------------- | ------ |
| 1   | Puerto Rico         | Christian Pagán  | "Loko"                   | Inglés, Español | 7      |
| 2   | Carolina del Norte  | John Morgan      | "Right in the Middle"    | Inglés          | 4      |
| 3   | Kansas              | Broderick Jones  | "Tell Me"                | Inglés          | 2      |
| 4   | Nueva York          | ENISA            | "Green Light"            | Inglés          | 11     |
| 5   | Dakota del Norte    | Chloe Fredericks | "Can't make you love me" | Inglés          | 6      |
| 6   | Connecticut         | Michael Bolton   | "Beautiful World"        | Inglés          | 5      |
| 7   | Texas               | Grant Knoche     | "Mr. Independent"        | Inglés          | 8      |
| 8   | California          | Sweet Taboo      | "Keys to the Kingdom"    | Inglés, Español | 3      |
| 9   | Tennessee           | Tyler Braden     | "Seventeen"              | Inglés          | 1      |
| 10  | Georgia             | Stela Cole       | "DIY"                    | Inglés          | 9      |
| 11  | Samoa Americana     | Tenelle          | "Full Circle"            | Inglés          | 10     |

     Finalista del Jurado
     Finalista del Público

## Gran Final
La gran final se disputó entre los 10 estados que consiguieron clasificarse. Esta gala se celebró el 9 de mayo, coincidiendo con la semana del Festival de la Canción de Eurovisión 2022, celebrada en Turín, Italia.
| N.º | Estado / Territorio | Artista          | Canción                  | Idioma(s)       | Jurado | Público | Total | Lugar |
| --- | ------------------- | ---------------- | ------------------------ | --------------- | ------ | ------- | ----- | ----- |
| 1   | Connecticut         | Michael Bolton   | "Beautiful World"        | Inglés          | 40     | 298     | 338   | 7     |
| 2   | Dakota del Norte    | Chloe Fredericks | "Can't make you love me" | Inglés          | 48     | 219     | 267   | 9     |
| 3   | Texas               | Grant Knoche     | "Mr. Independent"        | Inglés          | 42     | 324     | 366   | 4     |
| 4   | Alabama             | Ni/Co            | "The Difference"         | Inglés          | 60     | 225     | 285   | 8     |
| 5   | Kentucky            | Jordan Smith     | "Sparrow"                | Inglés          | 79     | 328     | 407   | 3     |
| 6   | Washington          | Allen Stone      | "A Bit of Both"          | Inglés          | 105    | 254     | 359   | 5     |
| 7   | Samoa Americana     | Tenelle          | "Full Circle"            | Inglés          | 37     | 305     | 342   | 6     |
| 8   | Oklahoma            | AleXa            | «Wonderland»             | Inglés, Coreano | 56     | 654     | 710   | 1     |
| 9   | Tennessee           | Tyler Braden     | "Seventeen"              | Inglés          | 88     | 163     | 251   | 10    |
| 10  | Colorado            | Riker Lynch      | "Feel the Love"          | Inglés          | 25     | 478     | 503   | 2     |

     Ganador
     2.ª Posición
     3.ª Posición

### Panel de Resultados (Desglosado)
| Estado / Territorio | Votación Público | Total Jurado | Bajo Sur | Atlántico Medio | Medio Oeste | Montañas | Nueva Inglaterra | Pacífico Oeste | Llanuras | Suroeste | Territorios | Alto Sur |
| ------------------- | ---------------- | ------------ | -------- | --------------- | ----------- | -------- | ---------------- | -------------- | -------- | -------- | ----------- | -------- |
| Connecticut         | 298              | 40           | 6        | 7               | 1           | 6        | 1                | 2              | 1        | 2        | 7           | 7        |
| Dakota del Norte    | 219              | 48           | 4        | 2               | 7           | 8        | 5                | 6              | 3        | 5        | 4           | 4        |
| Texas               | 324              | 42           | 3        | 4               | 10          | 5        | 3                | 1              | 5        | 6        | 3           | 2        |
| Alabama             | 225              | 60           | 7        | 3               | 6           | 4        | 6                | 10             | 12       | 4        | 5           | 3        |
| Kentucky            | 378              | 79           | 12       | 10              | 4           | 7        | 10               | 8              | 8        | 8        | 2           | 10       |
| Washington          | 254              | 105          | 10       | 12              | 12          | 12       | 12               | 12             | 7        | 12       | 10          | 6        |
| Samoa Americana     | 305              | 37           | 5        | 6               | 3           | 2        | 2                | 5              | 2        | 3        | 8           | 1        |
| Oklahoma            | 654              | 56           | 1        | 5               | 5           | 3        | 8                | 3              | 10       | 7        | 6           | 8        |
| Tennessee           | 163              | 88           | 8        | 8               | 8           | 10       | 7                | 7              | 6        | 10       | 12          | 12       |
| Colorado            | 478              | 25           | 2        | 1               | 2           | 1        | 4                | 4              | 4        | 1        | 1           | 5        |

## Críticas
El periodista Andy Kryza de Time Out escribió que el mayor desafío del programa es "la relativa homogeneidad del panorama musical estadounidense", ya que 

So far, televised American song contests have proven interchangeable. If The American Song Contest has a chance of matching its storied Euro inspiration, it needs to pair its clean-cut pop stars with an avalanche of colorful performers: drag queens and rednecks, metalhead and wrecking crews; clowns, crooners, poets, goths, gospel singers, exhibitionists, traditionalists, neorealist and everybody in between.
Hasta ahora, los concursos televisivos de canciones estadounidenses han resultado ser intercambiables. Si el American Song Contest tiene una oportunidad de igualar su histórica inspiración europea, tiene que emparejar a sus pulcras estrellas del pop con una avalancha de coloridos artistas: drag queens y rednecks, metaleros y grupos musicales; payasos, crooners, poetas, góticos, cantantes de gospel, exhibicionistas, tradicionalistas, neorrealistas y todos los demás

William Lee Adams de Wiwibloggs respondió que la "identidad estatal" (como en los deportes universitarios) y la diversidad de la música regional del país jugarán un papel clave en la competencia.
Chris Murphy de Vulture.com señaló que la televisión estadounidense está saturada de concursos de talentos, y agrega que "nadie va a escribir una canción tan pegadiza como Husavik".